# Chillicothe (Missouri)
Chillicothe és una població dels Estats Units a l'estat de Missouri. Segons el cens del 2000 tenia 8.968 habitants.

## Demografia
Segons el cens del 2000, Chillicothe tenia 8.968 habitants, 3.608 habitatges, i 2.197 famílies. La densitat de població era de 529,4 habitants per km².
Dels 3.608 habitatges en un 28,7% hi vivien nens de menys de 18 anys, en un 47,1% hi vivien parelles casades, en un 10,4% dones solteres, i en un 39,1% no eren unitats familiars. En el 35,9% dels habitatges hi vivien persones soles el 18,9% de les quals corresponia a persones de 65 anys o més que vivien soles. El nombre mitjà de persones vivint en cada habitatge era de 2,24 i el nombre mitjà de persones que vivien en cada família era de 2,92.
Per edats la població es repartia de la següent manera: un 23,2% tenia menys de 18 anys, un 7,7% entre 18 i 24, un 27,1% entre 25 i 44, un 20,9% de 45 a 60 i un 21,1% 65 anys o més.
L'edat mediana era de 40 anys. Per cada 100 dones de 18 o més anys hi havia 68,4 homes.
La renda mediana per habitatge era de 30.053 $ i la renda mediana per família de 40.163 $. Els homes tenien una renda mediana de 29.070 $ mentre que les dones 19.745 $. La renda per capita de la població era de 16.172 $. Entorn del 9,6% de les famílies i el 13,4% de la població estaven per davall del llindar de pobresa.

## Poblacions més properes
El següent diagrama mostra les poblacions més properes.